# Enzo Hoyos
Enzo Santiago Ariel Hoyos (José C. Paz, Argentina, 10 de mayo de 2000) es un futbolista argentino que juega como mediocampista en Deportes Iquique de la Primera División de Chile.

## Trayectoria
Oriundo de José C. Paz, se unió un club de Barrio Frino, de su ciudad natal, donde jugó 3 años. Luego, a los 7 años pasó a formar parte de Argentinos Juniors, en donde estuvo 3 años, debiendo dejarlo debido a lo difícil de mantener los viajes entre José C. Paz y Buenos Aires. Dejó de jugar por un año, hasta que a los 10 años se unió a Barcelona de San Justo y luego de un año se unió a All Boys. A los 13 años un amigo lo llevó a las divisiones inferiores de Chacarita Juniors, en donde se consolidó como mediocampista. El año 2020 comenzó a jugar por la reserva, para el 2021 hacer la pretemporada con el primer equipo. Debutó como profesional el 21 de marzo de 2021 ante Nueva Chicago.
En junio de 2023 es anunciada su cesión al Beroe de la Primera Liga de Bulgaria por una temporada.
El 30 de enero de 2024, luego de anunciarse la interrupción de su cesión en el fútbol búlgaro, se anunció como nuevo jugador de Deportes Iquique de la Primera División de Chile.El 20 de diciembre de 2024, se anuncia su renovación con el equipo chileno, luego de que los iquiqueños adquirieran parte de sus derechos deportivos.

## Estadísticas

### Clubes
| Club                        | Div.                | Temporada           | Liga  | Liga  | Liga  | Copas nacionales | Copas nacionales | Copas nacionales | Torneos internacionales | Torneos internacionales | Torneos internacionales | Total | Total | Total | Promedio |
| Club                        | Div.                | Temporada           | Part. | Goles | Asis. | Part.            | Goles            | Asis.            | Part.                   | Goles                   | Asis.                   | Part. | Goles | Asis. | Promedio |
| --------------------------- | ------------------- | ------------------- | ----- | ----- | ----- | ---------------- | ---------------- | ---------------- | ----------------------- | ----------------------- | ----------------------- | ----- | ----- | ----- | -------- |
| Chacarita Juniors Argentina | 2.ª                 | 2021                | 21    | 0     | 2     | —                | —                | —                | —                       | —                       | —                       | 21    | 0     | 2     | 0.00     |
| Chacarita Juniors Argentina | 2.ª                 | 2022                | 29    | 4     | 3     | —                | —                | —                | —                       | —                       | —                       | 29    | 4     | 3     | 0.14     |
| Chacarita Juniors Argentina | 2.ª                 | 2023                | 15    | 0     | 0     | 1                | 0                | 0                | —                       | —                       | —                       | 16    | 0     | 0     | 0.00     |
| Chacarita Juniors Argentina | Total club          | Total club          | 65    | 4     | 5     | 1                | 0                | 0                | 0                       | 0                       | 0                       | 66    | 4     | 5     | 0.06     |
| Beroe Bulgaria              | 1.ª                 | 2023-24             | 10    | 0     | 1     | 2                | 0                | 1                | —                       | —                       | —                       | 12    | 0     | 2     | 0.00     |
| Beroe Bulgaria              | Total club          | Total club          | 10    | 0     | 1     | 2                | 0                | 1                | 0                       | 0                       | 0                       | 12    | 0     | 2     | 0.00     |
| Deportes Iquique · Chile    | 1.ª                 | 2024                | 27    | 3     | 8     | 6                | 2                | 1                | —                       | —                       | —                       | 33    | 5     | 9     | 0.15     |
| Deportes Iquique · Chile    | 1.ª                 | 2025                | 8     | 1     | 0     | 4                | 0                | 1                | 6                       | 0                       | 0                       | 18    | 1     | 1     | 0.06     |
| Deportes Iquique · Chile    | Total club          | Total club          | 35    | 4     | 8     | 10               | 2                | 2                | 6                       | 0                       | 0                       | 51    | 6     | 10    | 0.12     |
| Total en su carrera         | Total en su carrera | Total en su carrera | 110   | 8     | 14    | 13               | 2                | 3                | 6                       | 0                       | 0                       | 129   | 10    | 17    | 0.08     |
| 1. 2. 3.                    |                     |                     |       |       |       |                  |                  |                  |                         |                         |                         |       |       |       |          |